# André Perchicot
André Perchicot (ur. 9 sierpnia 1888 w Bajonnie, zm. 3 maja 1950 tamże) – francuski kolarz torowy i szosowy, dwukrotny medalista mistrzostw świata.

## Kariera
Pierwszy sukces w karierze André Perchicot osiągnął w 1911 roku, kiedy wygrał kryterium szosowe w swym rodzinnym Bayonne. Na rozgrywanych rok później torowych mistrzostwach świata w Newark zajął trzecie miejsce w sprincie indywidualnym zawodowców, ulegając jedynie Amerykaninowi Frankowi Kramerowi i Australijczykowi Alfredowi Grendzie. Brązowy medal w tej konkurencji zdobył również podczas mistrzostw świata w Lipsku w 1913 roku, gdzie wyprzedzili go tylko Niemiec Walter Rütt oraz Duńczyk Thorvald Ellegaard. Ponadto w 1912 roku Perchicot był mistrzem Francji w sprincie zawodowców, a w latach 1912 i 1913 stawał na podium Grand Prix Kopenhagi. Nigdy nie wystąpił na igrzyskach olimpijskich.